# Sonja Lehmann
Sonja Lehmann, född den 13 september 1979 i Berlin, Tyskland, är en tysk landhockeyspelare.
Hon tog OS-guld i damernas landhockeyturnering i samband med de olympiska landhockeytävlingarna 2004 i Aten.